# Holboellia coriacea
Holboellia coriacea là một loài thực vật có hoa trong họ Lardizabalaceae. Loài này được Diels mô tả khoa học đầu tiên năm 1900.